# Staley N. Clarke

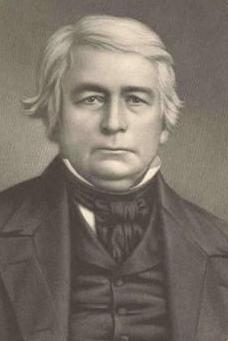
Staley N. Clarke

Staley Nichols Clarke (* 24. Mai 1794 im Prince George’s County, Maryland; † 14. Oktober 1860 in Ellicottville, New York) war ein US-amerikanischer Politiker. Zwischen 1841 und 1843 vertrat er den Bundesstaat New York im US-Repräsentantenhaus.

## Werdegang
Staley Clarke war der jüngere Bruder des Kongressabgeordneten Archibald S. Clarke (1788–1821). Im Jahr 1815 zog er nach Buffalo im Staat New York. In der Folge arbeitete er als Angestellter bei der Bank of Niagara und von 1819 bis 1822 bei der Holland Land Co. in Batavia. Anschließend wurde er von dieser Firma als deren Vertreter nach Ellicottville versetzt. 17 Jahre lang übte er das Amt des Kämmerers im dortigen Cattaraugus County aus. Politisch schloss er sich der Whig Party an.
Bei den Kongresswahlen des Jahres 1840 wurde Clarke im 31. Wahlbezirk von New York in das US-Repräsentantenhaus in Washington, D.C. gewählt, wo er am 4. März 1841 die Nachfolge von Richard P. Marvin antrat. Da er im Jahr 1842 auf eine weitere Kandidatur verzichtete, konnte er bis zum 3. März 1843 nur eine Legislaturperiode im Kongress absolvieren. Diese Zeit war von den Spannungen zwischen Präsident John Tyler und den Whigs belastet. Außerdem wurde damals bereits über eine mögliche Annexion der seit 1836 von Mexiko unabhängigen Republik Texas diskutiert.
Nach dem Ende seiner Zeit im US-Repräsentantenhaus ist Staley Clarke politisch nicht mehr in Erscheinung getreten. Er starb am 14. Oktober 1860 in Ellicottville.